# Jaime Cubero
Jaime Cubero (Jundiaí, 5 de abril de 1926 – São Paulo, 20 de maio de 1998) foi um intelectual, jornalista, pedagogo e militante brasileiro ligado ao movimento anarquista. Descendente de imigrantes espanhóis, ainda em sua adolescência fundou, com a ajuda de amigos, o Centro Juvenil de Estudos Sociais. Participou de inúmeras atividades (palestras, cursos, debates, peças de teatro) em centros culturais do Rio de Janeiro e de São Paulo. Ativo militante, simpatizante do Anarquismo, manteve uma linha crítica ao Estado Novo de Getúlio Vargas e à ditadura militar no Brasil e ao autoritarismo dos partidos políticos brasileiros e dos marxistas.
Trabalhou no jornal O Globo, entre 1954 e 1964, quando é obrigado a se afastar pela ditadura militar. Teve participação ativa nos meios acadêmicos e estudantis, orientando teses sobre história dos movimentos sociais brasileiros e da pedagogia libertária. Participou de congressos anarquistas no Brasil e no exterior. Nos últimos anos, trabalhava como editor da revista Libertárias. Morreu aos 71 anos de idade, vítima de problemas de saúde.